# Петрова, Зоя Евсеевна
Зоя Евсеевна Петрова (10 марта 1926, Пулково — 14 февраля 2021) — советская легкоатлетка и тренер по лёгкой атлетике. Двукратная чемпионка СССР (1952, 1953). Мастер спорта (1950), Заслуженный тренер СССР (1981).

## Биография
Зоя Евсеевна Петрова родилась 10 марта 1926 года в селе Пулково Ленинградской области. Начала заниматься лёгкой атлетикой в 21 год. Через три года выполнила норматив мастера спорта СССР. Выступала за ленинградское ДСО «Искра» и команду Вооруженных Сил.
В 1950 и 1951 году трижды улучшала рекорд СССР на дистанции 400 метров. В 1951 году победила на Всемирном фестивале молодёжи и студентов в Берлине. В 1952—1953 годах Петрова становилась чемпионкой СССР в беге на 400 метров и чемпионкой СССР в эстафете 4×200 м. Обладатель нератифицированного рекорда Мира на 400 м — 56.0 (Киев, матч СССР-Польша-Румыния 15.07.1951)
В 1953 году после окончания Московского областного педагогического института начала работать тренером. С 1969 по 1977 год Петрова была старшим тренером сборной СССР по спринту, в том числе на летних Олимпийских играх 1972 и 1976 годов.
Зоя Евсеевна много лет работала в Школе высшего спортивного мастерства г. Москвы, где воспитала множество прославленных спортсменов, среди которых:
- Надежда Бесфамильная — бронзовый призёр Олимпийских игр 1976 года, многократная чемпионка и рекордсменка СССР[6];
- Наталья Лебедева — бронзовый призёр Олимпийских игр 1976 года;
- Наталья Соколова — бронзовый призёр Олимпийских игр 1976 года;
- Вера Анисимова — бронзовый призёр Олимпийских игр 1976 года, серебряный призёр Олимпийских игр 1980 года, чемпионка Европы 1978 года;
- Надежда Ильина — бронзовый призёр Олимпийских игр 1976 года, двукратный бронзовый призёр чемпионатов Европы (1971, 1974);
- Наталья Помощникова-Воронова — бронзовый призёр Олимпийских игр 1988 года, чемпионка мира 1993 года;
- Анастасия Капачинская — чемпионка мира 2003 года и Европы 2010 года, и другие[7][8].

## Личные результаты
| Год  | Соревнования                             | Место проведения | Дистанция | Место | Результат |
| ---- | ---------------------------------------- | ---------------- | --------- | ----- | --------- |
| 1950 | Чемпионат СССР                           | Киев             | 400 м     | 2     | 56,8      |
| 1951 | Чемпионат СССР                           | Минск            | 400 м     | 3     | 57,0      |
| 1951 | Всемирный фестиваль молодёжи и студентов | Берлин           | 400 м     | 1     | 56,9      |
| 1952 | Чемпионат СССР                           | Ленинград        | 200 м     | 2     | 26,3      |
| 1952 | Чемпионат СССР                           | Ленинград        | 400 м     | 1     | 56,6      |
| 1953 | Чемпионат СССР                           | Москва           | 400 м     | 1     | 56,2      |